# Лунёв, Виктор Андреевич
Виктор Андреевич Лунёв (4 мая 1949, Москва — 29 ноября 2004, Москва) — советский хозяйственный, государственный и политический деятель. Член КПСС.

## Биография
Родился в 1949 году в Москве.
С 1964 года — на хозяйственной, общественной и политической работе. В 1964—2009 годы — токарь Московского завода холодильного оборудования «Компрессор» Министерства химического и нефтяного машиностроения СССР.
Указами Президиума Верховного Совета СССР от 15 мая 1975 года и от 16 января 1981 года награждён орденами Трудовой Славы 3-й и 2-й степеней.
Указом Президиума Верховного Совета СССР от 7 января 1983 года за самоотверженный высокопроизводительный труд, большие успехи, достигнутые во Всесоюзном социалистическом соревновании в ознаменование 60-летия образования Союза ССР, долголетнюю безупречную работу на одном предприятии награждён орденом Трудовой Славы 1-й степени.
Избирался депутатом Верховного Совета СССР 11-го созыва и народным депутатом СССР. Делегат XXVII съезда КПСС.
Жил в Москве.